# Tóth Tibor (történész)
| Kattints az alábbi külső linkek egyikére! | Kattints az alábbi külső linkek egyikére!   |
| ----------------------------------------- | ------------------------------------------- |
| Nem található szabad kép.(?)              |                                             |
| külső link · jogvédett                    | A Pécsi Egyetemi Almanach, 1367–2019 fotója |

Tóth Tibor (Szigetvár, 1941. június 19. – Pécs, 2011. február 3.), magyar gazdaságtörténész, egyetemi tanár, az MTA doktora, könyvtárigazgató

## Szakmai életútja
1959-ben a csurgói gimnáziumban érettségizett. Történelem–népművelés–magyar szakos diplomáját Debrecenben a Kossuth Lajos Tudományegyetem Bölcsészettudományi Karán szerezte meg 1964-ben. Egyetemi doktori disszertációját agrártörténeti témából írta és 1966-ban védte meg az ELTE Bölcsészettudományi Karán.
1966-tól a Somogy Megyei Levéltárban dolgozott előbb levéltárosként, majd főlevéltárosként. Ebben az időszakban kutatásainak fókuszában Somogy megye mezőgazdaság-története állt. A levéltári munka során a feudális kor referenseként olyan iratok közelébe került, amelyek bőséges és értékes adatokkal szolgáltak további kutatásaihoz. Ettől kezdve munkáinak zömében a mernyei piarista uradalom XIX. századi működésével foglalkozott. Kutatási eredményeinek összegzéséből született meg kandidátusi értekezése, amelyet 1976-ban védett meg. Az új történeti kutatási módszerek beemelése és alkalmazása ismertté tette munkáit és őt magát is.
1976-ban otthagyta a levéltárat, és egy évig a Pécsi Tanárképző Főiskola Közművelődési Szakcsoportjában dolgozott oktatóként. Emellett a főiskola Történelem Tanszékén, illetve később a jogutód Janus Pannonius Tudományegyetem Történettudományi és Nemzetiségi Intézetében gazdaságtörténeti kurzusokat tartott.
1977 és 1981 között az MTA Dunántúli Regionális Kutatóközpontjának volt tudományos munkatársa. Ezzel egyidejűleg a KSH Történeti Statisztikai Kutatócsoportjában előbb főmunkatársként, majd 1980-tól 1983-ig csoportvezetőként tevékenykedett. 1981-től huszonhárom éven át a Gazdaságtörténet nevű főkollégium nagyhatású előadója volt a Janus Pannonius Tudományegyetem (Pécsi Tudományegyetem) Közgazdaságtudományi Karán.
Az 1980-as évektől megjelenő munkái statisztikai, térgazdaságtani és gazdaságtörténeti kutatásainak egyre kiforrottabb szintézisét mutatták. Ennek jegyében írta meg nagydoktori disszertációját a két világháború közötti magyar gazdaság helyzetéről, amelyet 1985-ben védett meg. Feltárt eredményei korszakos jelentőségűek voltak, aminek eredményeképpen egyetemi tanárnak nevezték ki a Janus Pannonius Tudományegyetem Közgazdaságtudományi Karára, valamint tanszékvezetőnek az általa létrehozott Gazdaságtörténeti Tanszékre.
1984-ben kinevezték a Janus Pannonius Tudományegyetem könyvtárának főigazgatójává, amely tisztséget 1993-ig töltötte be. Vezetése alatt jelentős bővülésen esett át a könyvtár épülete, valamint megkezdték a papíralapú katalógusrendszer gépivé való átalakítását.
A rendszerváltás után szakemberként bekapcsolódott a mezőgazdasági rendszer átalakításába. 1991-ben fél évig a Földművelésügyi Minisztérium helyettes államtitkára volt, majd a Privatizációs Kutatóintézetben dolgozott. 1994–1995-ben az Állami Vagyonügynökség cenzoraként tevékenykedett.
Az 1990-es évek végére egyre inkább visszahúzódott a politikai szerepléstől és a pécsi tudományegyetemen is háttérbe vonult, ettől kezdve inkább más vidéki intézményekben vállalt tanítást. 1999 és 2002 között a győri Széchenyi István Egyetemen volt megbízott egyetemi tanár, 2001 és 2005 között a Kaposvári Egyetem Agrárgazdaságtan Tanszékén tanított egyetemi tanárként, és alapító tagja volt a Kaposvári Egyetem Gazdaságtudományi Doktori Iskolájának. 2004-ben távozott a Közgazdaságtudományi Karról, hogy a Felnőttképzési és Emberi Erőforrás Fejlesztési Intézetben oktasson gazdaságtörténeti és társadalomtudományi tárgyakat.
Munkája mellett sok társadalmi szervezettel került kapcsolatba munkatársként vagy alapítóként. Részt vett az MTA Agrártörténeti és Agrárszociológiai Bizottságának és az MTA köztestületének munkájában. Kutatóként, oktatóként és vezető beosztású szakemberként a magyar agrártörténet megkerülhetetlen alakja volt. Hat könyv és több mint ötven cikk fűződik a nevéhez, utóbbiak a szakfolyóiratok széles spektrumában jelentek meg.
2007-től 2009-ig a PTE Habitusvizsgáló Bizottságának tagja. Nemzetközi munkássága kiemelkedő, ennek keretében tagja volt a Pápai Társadalomtudományi Társaságnak, a „COR UNUM” Pápai Társaságnak, a Nemzetközi Dante Társaságnak, a Nemzetközi Gazdaságtörténeti Társaságnak és a FAO „harmadik világ" gazdasági projektjének.
A hazai tudományos élet meghatározó alakjaként közreműködője volt a Magyar Történelmi Társulatnak, a Nemzetközi Gazdaságtörténeti Társaság magyar szekciójának, a Magyar Agráregyesületnek és a Magyar Közgazdasági Társaság Történeti-Statisztikai Tagozatának, a Magyar Tudományos Akadémia Agrártörténeti és Agrárszociológiai Bizottságának és az MTA köztestületének.
A Pécsi Tudományegyetem Felnőttképzési és Emberi Erőforrás Fejlesztési Kar Kari Tanácsa 2011. február 2-i ülésén dr. Tóth Tibor számára professzor emeritusi cím adományozását kezdeményezte a szenátus felé.

## Legfontosabb publikációi
- Adács község birtokviszonyai 1850–1857, Agrártörténeti szemle, 1966/3., 363–377. o.
- Nagybirtoktól a nagyüzemig: a mernyei uradalom gazdálkodása a jobbágyfelszabadítástól az első világháborúig, Közgazdasági és Jogi Könyvkiadó, Budapest, 1977
- Hitelezők és adósok: a kölcsönforgalom kérdéséhez Somogyban, 1756–1812, ?, Budapest, 1979
- A mezőgazdasági termelési feltételek arányosságának kérdéséhez, Történelmi Szemle, 1980/1., 102–123. o.
- A magyar mezőgazdaság struktúrája az 1930-as években, Akadémiai Kiadó, Budapest, 1984
- Ellentét vagy kölcsönösség? A magyar mezőgazdaság üzemi viszonyainak történeti háttere és problémái, Pécs, 2002
- Gondolatok egy helyes agrárpolitika történeti összefüggéseiről, In: Majdán J. – Tóth S. A. (szerkesztők): A kultúráért és a felnőttképzésért: Ünnepi kötet Sári Mihály 60. születésnapjára, Baja, 2010, 131–141. o.

## Fontosabb külföldi utak
- Vatikánváros, Róma, 1968, 1977–1978
- Ecole Normal Supriour, Párizs, 1970
- FAO, Róma 1972–73
- Leuveni Katolikus Egyetem, Leuven, 1983, 1985, 1988
- New Hebrew University, Jeruzsálem, 1996
- Leuveni Katolikus Egyetem, Közép-és Keleteurópai Intézete, 1989, 1992 (meghívott előadóként)

## Szakmai szervezeti tagságok
- Magyar Történelmi Társulat, 1968
- Magyar Agráregyesület, 1969
- Magyar Statisztikai Társulat, 1969
- Magyar Dante Társaság, 1985
- Nemzetközi Dante Társaság, 1990
- A Templárius alapítvány alapítója és a Templomos Lovagrend tagja, 1997
- Az Il Dattini szerkesztőbizottságának tagja, 1998
- Cor Unum Pápai Társaság, 1998
- Pápai Társadalomtudományi Akadémia, 2002
- MTA Agrártörténeti és Agrárszociológiai Bizottsága, 2008
- Nemzetközi Gazdaságtörténeti Társaság
- Magyar Közgazdasági Társaság Történeti-Statisztikai Tagozat
- MTA II. Filozófiai és Történettudományok Osztálya
- MTA Történettudományi Bizottság
- Magyar Tudományos Akadémia, Pécsi Akadémiai Bizottság